# Đèo An Khê

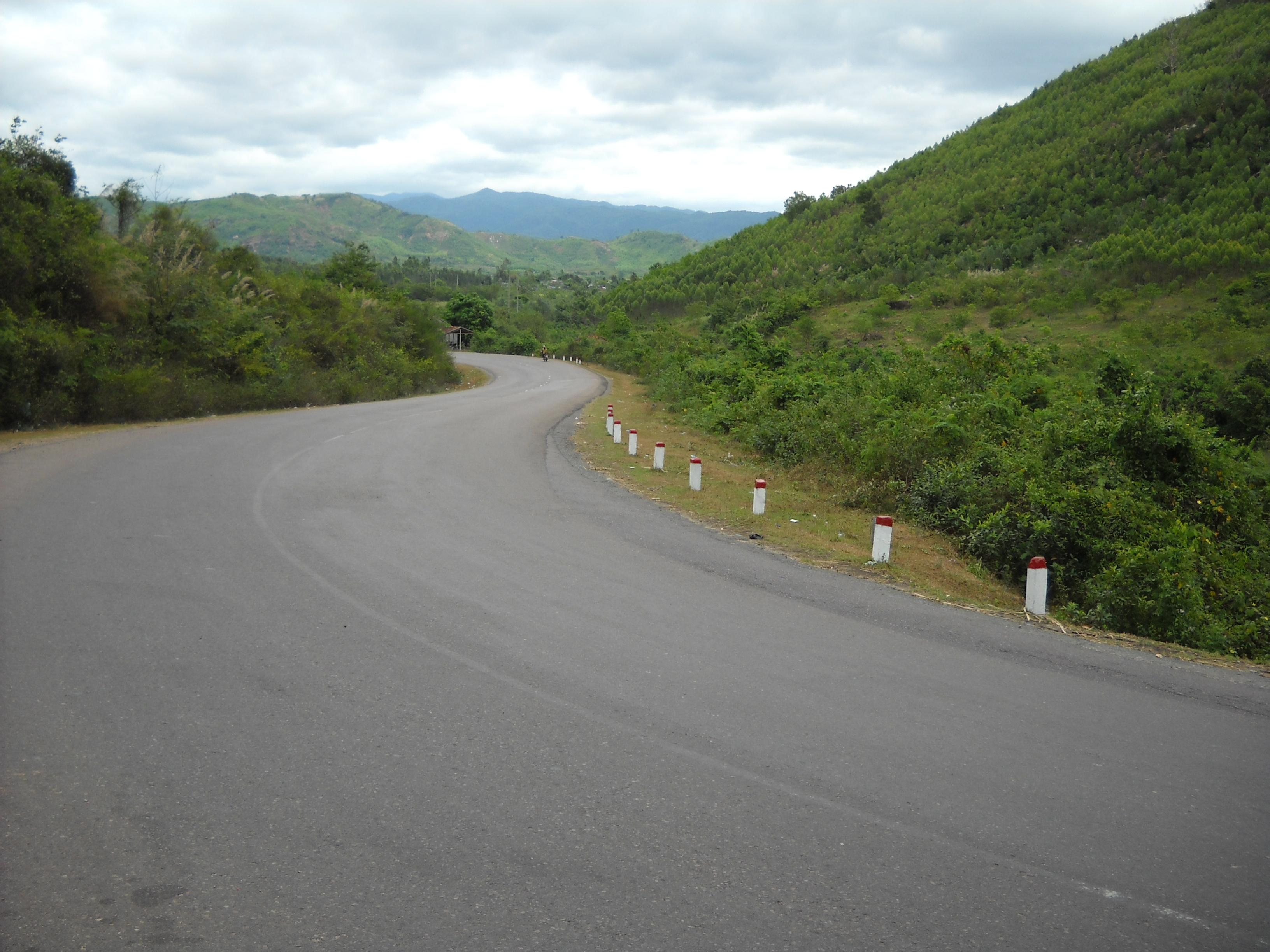
Đèo An Khê, Gia Lai-Bình Định

Đèo An Khê là đèo trên Quốc lộ 19 ở vùng giáp ranh giữa xã Cửu An và xã Bình Khê, tỉnh Gia Lai, Việt Nam .
Đèo An Khê dài 8 km. Quốc lộ 19 từ Quy Nhơn đi Pleiku tỉnh Gia Lai. Đèo An Khê là đèo dài và nguy hiểm nhất trên tuyến.
Độ cao đèo An Khê là 740m

## Lịch sử
Đèo An Khê liên quan đến cuộc khởi nghĩa Tây Sơn ở thế kỷ 18.
Trong chiến tranh Đông Dương, từ 13 đến 28 tháng 1 năm 1953, tại đây đã diễn ra chiến dịch An Khê của quân đội Nhân dân Việt Nam. Đây là chiến thắng lớn nhất của Việt Minh trên chiến trường Nam Trung Bộ tính đến thời điểm đó.